# رایویل (لوئیزیانا)
رایویل (به انگلیسی: Rayville) شهری در ایالت لوئیزیانا کشور ایالات متحده آمریکا است که جمعیت آن در سرشماری سال ۲۰۱۰ میلادی، ۳٬۶۹۵ نفر بوده‌است.